# لازار الصربي
لازار هريبليانوفيتش (بالصربية: Лазар Хребељановић)‏ (ق. 1329 - 15 يونيو 1389) كان حاكمًا صربيًا من العصور الوسطى أنشأ أكبر وأقوى دولة على أراضي الإمبراطورية الصربية المتفككة. دولة لازار، التي أشار إليها المؤرخون باسم صربيا المورافية، تتألف من أحواض أنهار مورافا العظيم، مورافا الغربية، وجنوب مورافا. حكم لازار صربيا المورافية من عام 1373 حتى وفاته عام 1389. سعى إلى إحياء الإمبراطورية الصربية ووضع نفسه على رأسها، مدعيًا أنه الوريث المباشر لسلالة نيمانيتش، التي انقرضت عام 1371 بعد حكم صربيا لمدة قرنين من الزمن. حظي برنامج لازار على الدعم الكامل من الكنيسة الصربية الأرثوذكسية، لكن النبلاء الصرب لم يعترفوا به كحاكمهم الأعلى. غالبًا ما يشار إليه باسم القيصر لازار هريبيليانوفيتش (بالصربية: Цар Лазар Хребељановић)‏.
قُتل لازار في معركة كوسوفو في يونيو 1389 بينما كان يقود جيشًا مسيحيًا لمواجهة غزو الدولة العثمانية بقيادة السلطان مراد الأول. وانتهت المعركة دون منتصر واضح، وتكبد الجانبان خسائر فادحة. قبلت أرملة لازار، ميليسا، التي حكمت كوصي لابنها المراهق ستيفان لازاريفيتش، السيادة العثمانية في صيف عام 1390.
يُبجل لازار في الكنيسة المسيحية الأرثوذكسية باعتباره شهيدًا وقديسًا، ويحظى بتقدير كبير في التاريخ والثقافة والتقاليد الصربية. في الشعر الملحمي الصربي، يشار إليه باسم القيصر لازار.

## حياته

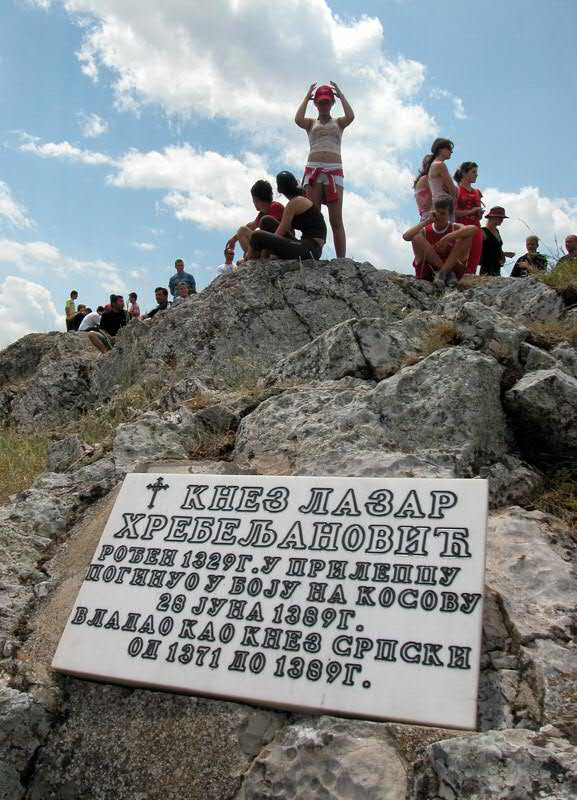
نصب لازار التذكاري في قلعة بريليباك

ولد لازار حوالي عام 1329 في قلعة بريليباك، 13 كيلومتر جنوب شرق نوفو بردو، التي كانت آنذاك مدينة تعدين مهمة. كانت عائلته هم أمراء بريليباك بالوراثة، الذين قاموا مع قلعة بريزريناك القريبة بحماية المناجم والمستوطنات حول نوفو بردو. كان والد لازار، بريباك، لغثيطًا (مستشارًت) في بلاط ستيفان دوسان، وهو عضو في سلالة نيمانيتش، الذي حكم كملك صربيا من 1331 إلى 1346 والإمبراطور الصربي (القيصر) من 1346 إلى 1355. كانت رتبة اللغثيط متواضعة نسبيًا في التسلسل الهرمي للمحكمة الصربية. أصبح ستيفان دوشان حاكمًا لصربيا عن طريق خلع والده الملك ستيفان أوروس الثالث، ثم مكافأة النبلاء الصغار الذين دعموه في تمرده، ورفعهم إلى مناصب أعلى داخل التسلسل الهرمي الإقطاعي. كان والد لازار من بين هؤلاء النبلاء ورُقي إلى منصب اللغثيط من خلال تعهده بالولاء لدوشان. وفقًا لمافرو أوربين، مؤرخ راغوزا في القرن السادس عشر، كان لقب بريباك ولازار هو هريبليانوفيتش. على الرغم من أن أوربين لم يُقدم مصدرًا لهذا الادعاء، إلا أنه تم قبوله على نطاق واسع في علم التاريخ.

### رجل بلاط
حصل بريباك على تكريم آخر من قبل ستيفان دوشان، إذ مُنح ابنه لازار منصب ستافيلاك في بلاط الحاكم. كان الستافيلاك يؤدي دورًا في المراسم على المائدة الملكية، على الرغم من أنه قد يُكلف بوظائف لا علاقة لها بطقوس البلاط. ورغم أن هذا اللقب كان الأدنى في التسلسل الهرمي للبلاط الصربي، فإنه كان مرموقًا إلى حد كبير، حيث أتاح لحامله أن يكون قريبًا جدًا من الحاكم. تزوج ستافيلاك لازار من الأميرة ميليسا. ووفقًا للأنساب التي وُضعت في النصف الأول من القرن الخامس عشر، كانت ميليسا ابنة الأمير فراتكو، حفيد حفيد فوكان. وكان الأخير نجل الأمير الكبير ستيفان نيمانيا، مؤسس سلالة نيمانيتش، التي حكمت صربيا من 1166 إلى 1371. لم تُذكر ذرية فوكان في أي مصدر معروف يسبق الأنساب المسجلة في القرن الخامس عشر.
توفي القيصر دوشان فجأة عام 1355 عن عمر يناهز 47 عامًا، وخلفه ابنه ستيفان أوروس الخامس البالغ من العمر 20 عامًا. بقي لازار صامدًا في بلاط القيصر الجديد. أعقب وفاة دوشان إثارة النشاط الانفصالي في الإمبراطورية الصربية. انفصلت إبيروس وثيساليا في الجنوب الغربي بحلول عام 1359. حدث الشيء نفسه مع برانيشيفو وكوتشيفو، المناطق الشمالية الشرقية للإمبراطورية التي تسيطر عليها عائلة راستيسلاليتش، التي اعترفت بسيادة الملك لويس ملك المجر. ظلت بقية الدولة الصربية موالية للشاب القيصر أوروس. ولكن حتى داخلها، كان النبلاء الصرب الأقوياء يؤكدون على المزيد والمزيد من الاستقلال عن سلطة القيصر.

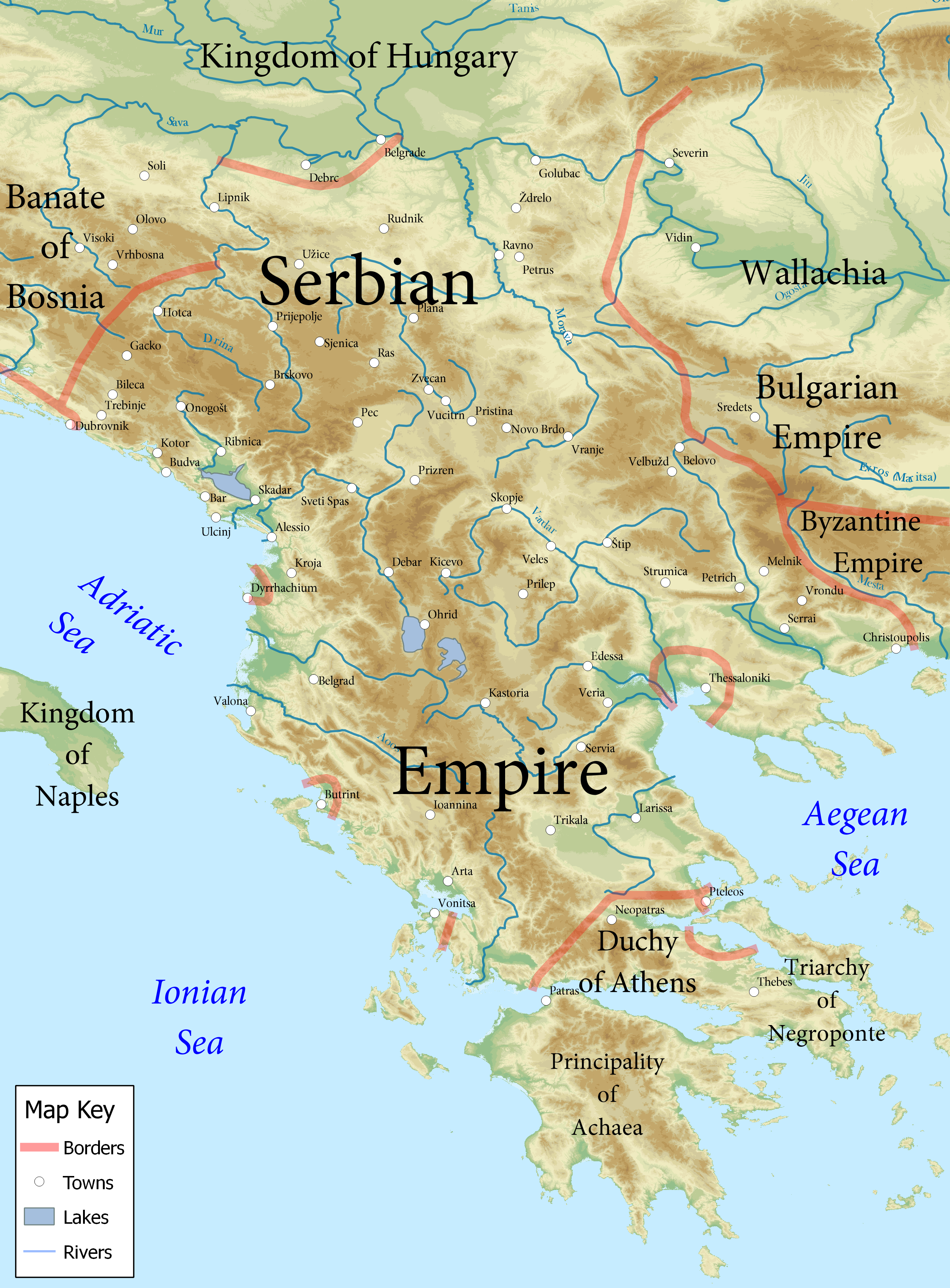
الإمبراطورية الصربية عام 1355

كان أوروس ضعيفًا وغير قادر على مواجهة هذه الميول الانفصالية، وأصبح قوة أدنى في الدولة التي يحكمها اسميًا. لقد اعتمد على أقوى النبلاء الصرب، الأمير فويسلاف فوينوفيتش من زاهوملي. بدأ فويسلاف بصفته ستافيلاك في بلاط القيصر دوشان، ولكن بحلول عام 1363 سيطر على منطقة كبيرة من جبل رودنيك في وسط صربيا إلى كونافلي على ساحل البحر الأدرياتيكي، ومن المجرى الأعلى لنهر درينا إلى شمال كوسوفو. التالي في السلطة بعد الأمير فويسلاف كان الإخوة بالشيتش، ستراسيمير، دوراد، وبالشا الثاني. بحلول عام 1363، سيطروا على منطقة زيتا، والتي تزامنت في معظمها مع الجبل الأسود الحالي.
في عام 1361، بدأ الأمير فويسلاف حربًا مع جمهورية راغوزا على بعض الأراضي. ثم طلب الراغوسانيون من معظم الشخصيات البارزة في صربيا استخدام نفوذهم لوقف هذه الأعمال العدائية التي كانت ضارة لكلا الجانبين. في عام 1362، تقدم آل راغوسان أيضًا بطلب إلى ستافيلاك لازار وقدموا له ثلاثة مسامير من القماش. هدية متواضعة نسبيًا، فهي تشهد على أنه كان يُنظر إلى لازار على أنه يتمتع ببعض التأثير في بلاط القيصر أوروس. تم التوقيع على السلام بين الأمير فويسلاف وراغوزا في أغسطس 1362. ذُكر ستافيلاك لازار كشاهد في وثيقة يوليو 1363 التي وافق القيصر أوروس بموجبها على تبادل الأراضي بين الأمير فويسلاف وتشيلنيك موسى. كان الرجل الأخير متزوجًا من دراجانا، أخت لازار، منذ عام 1355 على الأقل. كان لقب موسى، زيلنيك (زعيم)، في رتبة أعلى من ستافيلاك.

### أمير إقليمي صغير
تُعد أنشطة لازار في الفترة ما بين 1363 و1371 موثّقة بشكل ضعيف في المصادر. ويبدو أنه غادر بلاط القيصر أوروس عام 1363 أو 1365؛ وكان يبلغ من العمر نحو 35 عامًا، ولم يرتقِ إلى ما بعد رتبة ستافيلاك. تُوفي الأمير فوييسلاف فجأة في سبتمبر 1363، وكان أقوى لورد إقليمي في ذلك الوقت. بعد وفاته، أصبح الأخوان مرنيافتشيفيتش، فوكاشين ويوفان أوغليش، أقوى النبلاء في الإمبراطورية الصربية. وسيطرا على أراضٍ في جنوب الإمبراطورية، وتحديدًا في مقدونيا. توّج القيصر أوروش فوكاشين ملكًا في عام 1365، مما جعله حاكمًا مشاركًا له. وفي الوقت نفسه تقريبًا، حصل يوفان أوغليش على رتبة ديسبوت. أما نيكولا ألتومانوفيتش، ابن شقيق الأمير فوييسلاف، فقد تمكن بحلول عام 1368 من السيطرة على معظم أراضي عمه الراحل، وكان نيكولا يبلغ من العمر 20 عامًا تقريبًا في ذلك الوقت. خلال هذه الفترة، أصبح لازار مستقلاً وبدأ مسيرته كحاكم إقليمي. ليس من الواضح كيف تطورت أراضيه، لكن من المؤكد نواتها لم تكن في ممتلكاته الوراثية، مثل قلعة بريليباك، التي كان فوكاشين قد استولى عليها. يُعتقد أن نواة أراضي لازار كانت في منطقة تقع بين أراضي الأخوين مرنيافشيفيتش في الجنوب، وأراضي نيكولا ألتومانوفيتش في الغرب، وعائلة راستيسلاليتش في الشمال.
يصف كتاب عالم السلاف (Il Regno de gli Slavi) للمؤرخ مافرو أوربين، الذي نُشر في بيزارو عام 1601، أحداثًا كان لازار شخصية رئيسية فيها. وبما أن هذا السرد لم تؤكده مصادر أخرى، فإن بعض المؤرخين يشككون في دقته. ووفقًا لأوربين، فقد أقنع لازار ونيكولا القيصر أوروش بالانضمام إليهما في الهجوم على الأخوين مرنيافتشيفيتش. وقع الاشتباك بين الفصيلين من النبلاء الصُرب في سهل كوسوفو عام 1369. لكن لازار انسحب من المعركة بعد وقت قصير من بدئها. واصل حلفاؤه القتال، لكنهم هُزموا على يد الأخوين مرنجافتشيفيتش. بالكاد نجا نيكولا بحياته، في حين أُسر أوروش وسُجن لفترة قصيرة من قبل الأخوين. هناك دلائل تشير بعد الأدلة إلى أن القيصر أوروش والملك فوكاشين قد انفصلا قبل عامين من المعركة المزعومة. استولى لازار على بلدة رودنيك في عام 1370، التي كانت مركزًا تعدينيًا ثريًا، من نيكولا ألتومانوفيتش. قد يكون هذا نتيجة لهزيمة نيكولا في العام السابق. ومع ذلك، كان من الممكن أن يتعافى نيكولا بسرعة من هذه الهزيمة بمساعدة حليفه القوي، مملكة المجر.

### أمير

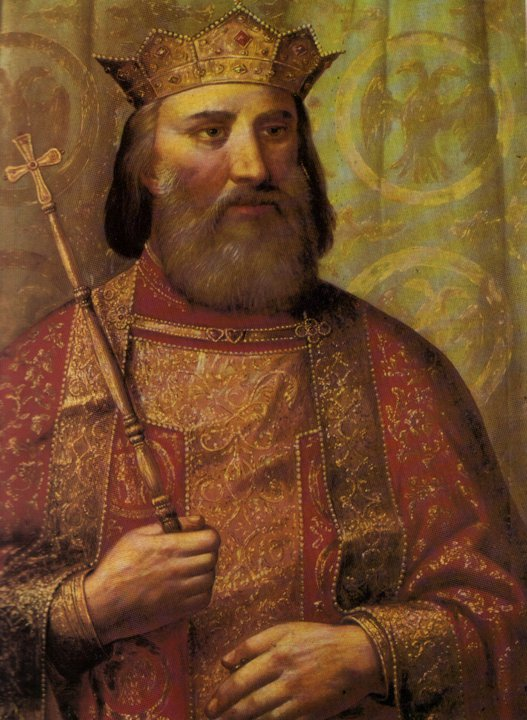
لوحة لازار للفنان فلاديسلاف تيتلباه (حوالي عام 1900).

ليس من المؤكد منذ متى حمل لازار لقب نياز، الذي يُترجم عادةً إلى أمير. أقدم مصدر يشهد على لقب لازار الجديد هو وثيقة راغوزية مكتوبة باللاتينية، مؤرخة في 22 أبريل 1371، حيث يشار إليه بأسم (comes lazarus). استخدم الراغوزيون لقب (comes) كترجمة لاتينية للقب السلافي نياز. وتشير نفس الوثيقة إلى أن لازار كان يسيطر على رودنيك في ذلك الوقت. في صربيا في العصور الوسطى، لم يكن للقب نياز تعريف دقيق، ولم يكن لللقب رتبة ثابتة في التسلسل الهرمي الإقطاعي. كانت رتبته عالية في القرن الثاني عشر، ولكنها انخفضت إلى حد ما في القرن الثالث عشر والنصف الأول من القرن الرابع عشر. خلال حكم القيصر أوروش، عندما ضعفت السلطة المركزية، استعاد اللقب نياز مكانته العالية. كان أقوى أمراء الأقاليم، فويسلاف فوينوفيتش، يحمل هذا اللقب حتى وفاته عام 1363.

#### الصعود إلى السلطة
استولى الأتراك العثمانيون على كليبولي من بيزنطة عام 1354. كانت هذه المدينة الواقعة في الطرف الجنوبي الشرقي من شبه جزيرة البلقان أول الممتلكات العثمانية في أوروبا. من هناك، واصل العثمانيون توسعهم في منطقة البلقان، وبحلول عام 1370 وصلوا إلى الأراضي الصربية، وتحديدًا إلى أراضي عائلة مرنيافتشيفيتش في شرق مقدونيا. دخل جيش الأخوين مرنيافتشيفيتش إلى الأراضي التي يسيطر عليها العثمانيون واشتبكوا معهم في معركة ماريتسا في 26 سبتمبر 1371. هزم العثمانيون الجيش الصربي بشكل ساحق. وقُتل كل من الملك فوكاشين والديسبوت يوفان أوغليش في المعركة. أصبح ابن فوكاشين وخليفته، الملك ماركو، الحاكم المشارك للقيصر أوروش. توفي أوروش في ديسمبر 1371 دون أن يترك وريثًا، مما أدى إلى نهاية سلالة نيمانيا، التي حكمت صربيا لمدة قرنين. كان الحاكم الرسمي للدولة الصربية، التي لم تعد موجودة ككيان موحد، هو الملك ماركو مرنيافشيفيتش. ومع ذلك، لم يُفكر الأمراء الصرب الأقوياء حتى في الاعتراف به كحاكم أعلى لهم. هاجم هؤلاء الأمراء أراضي مرنيافيشفيتش في مقدونيا وكوسوفو. استولى الأخوان بالشيش، أمراء زيتا، على بريزرن وبيخا. استولى الأمير لازار على بريشتينا ونوفو بردو، واستعاد أيضًا ميراثه، قلعة بريليباك. أسس الأخوان دراغاس، يوفان وقسطنطين، إقطاعيتهما الخاصة في شرق مقدونيا. في نهاية المطاف، لم يبقَ للملك ماركو سوى منطقة صغيرة نسبيًا في غرب مقدونيا، تتمحور حول مدينة بريليب. أما أرملة يوفان أوغليش، يلينا، التي أصبحت راهبة واتخذت اسم ييفيميا، فقد عاشت مع الأمير لازار وزوجته ميليسا.

بعد سقوط الأخوين مرنيافتشيفيتش، برز نيكولا ألتومانوفيتش كأقوى نبلاء الدولة الصربية المفككة. بينما كان لازار منشغلاً بالاستيلاء على بريشتينا ونوفو بردو، استعاد نيكولا رودنيك منه. بحلول عام 1372، شكل الأمير لازار وتفرتكو، بان مملكة البوسنة، تحالفًا ضد نيكولا. وفقًا للمصادر الراغوزية، توسطت جمهورية البندقية للتوصل إلى إتفاق بين نيكولا ألتومانوفيتش ودجوراد بالشيش حول هجوم مشترك على رغوس. كان نيكولا سيحصل على شبه جزيرة بيليشاك وستون ، وهما جزءان راغوزيان من منطقة زاهومليا، التي كانت مقسمة بين أراضي نيكولا، والبوسنة، وراغوزا. وجه الملك لويس الأول، تحذيرًا صارمًا لنيكولا ودجوراد بعدم التعرض لراغوزا، التي كانت تابعة للمجر منذ عام 1358. بسبب تآمره مع البندقية، وهي عدو المجر، فقد نيكولا حماية المجر. استعدادًا لمواجهة نيكولا، وعد لازار الملك لويس بأن يكون تابعًا مخلصًا له إذا وقف الملك إلى جانبه. هاجم الأمير لازار والبان تفرتكو نيكولا ألتومانوفيتش وهزماه عام 1373. أُلقي القُبض على نيكولا في معقله، بلدة أوزيتشى، وسُلّم إلى أبناء شقيق لازار، الأخوان موشيتش، الذين (وفقًا لأوربين، وبموافقة سرية من لازار) أعموه. قَبَل لازار سيادة الملك لويس عليه.
استولى البان تفرتكو على الأجزاء التي كان نيكولا يسيطر عليها من منطقة زاهومليا، بما في ذلك المناطق العليا من نهري درينا وليم، بالإضافة إلى منطقتي نيكشيتش وجاكو. استولى الأمير لازار وأصهاره، فوك برانكوفيتش وتشيلنيك موسى، على معظم أراضي نيكولا. حصل فوك برانكوفيتش، الذي تزوج من ابنة لازار، مارا، حوالي عام 1371، على سينيتسا وجزءًا من كوسوفو. أما تشيلنيك موسى، التابع للازار، فقد حكم منطقة حول جبل كوباونك بالاشتراك مع أبنائه ستيفان ولازار، المعروفين باسم الأخوين موشيتش. استولى دجوراد بالشيش على المناطق الساحلية التابعة لنيكولا: هرسك نوفي، كونافلي، وتريبينيي. استولى البان تفرتكو هذه الأراضي لاحقًا في عام 1377. وفي أكتوبر من ذلك العام، تُوِّج تفرتكو ملكًا على الصرب والبوسنة والمناطق الساحلية والغربية. رغم كونه كاثوليكيًا، أُقيم تتويجه في دير ميليشيفا الصربي، أو في مركز أرثوذكسي صربي بارز داخل أراضيه. ادعى الملك تفرتكو أحقيته بعرش صربيا وإرث أسرة نيمانيا. حيث كان من أقارب أسرة نيمانيا البعيدين من جهة الدم. اعترفت مملكة المجر وجمهورية راغوزا به كملك، ولا توجد أي مؤشرات على أن الأمير لازار اعترض على اللقب الجديد لحليفه كوترومانيتش. لكن هذا لا يعني أن لازار اعترف بتفرتكو كحاكم أعلى له. ومع ذلك، لم يحظَ الملك تفرتكو بدعم من الكنيسة الصربية الأرثوذكسية، القوة الوحيدة التي جمعت الدولة الصربية المفككة.

#### الأمير الرئيسي في صربيا

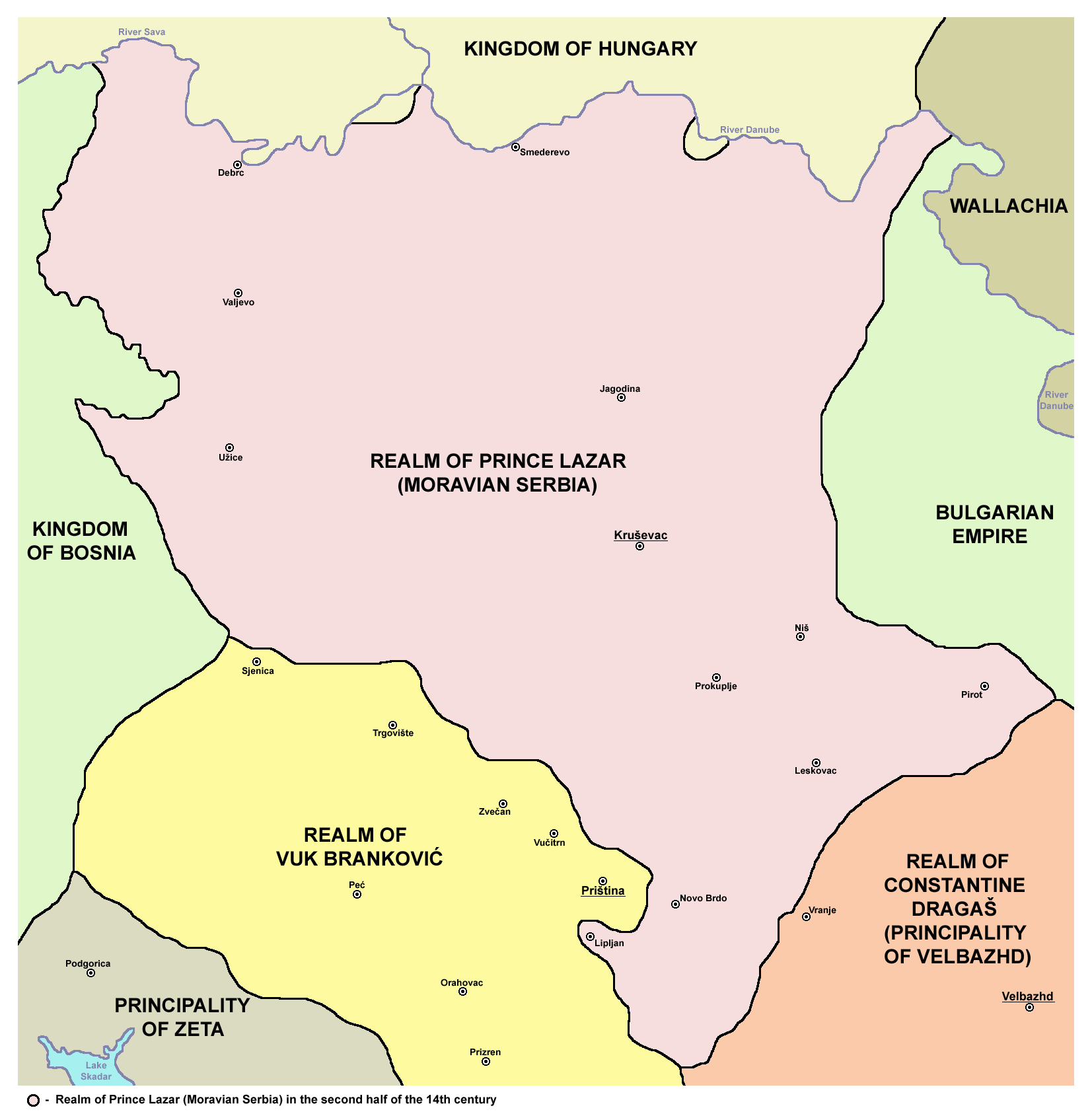
مملكة الأمير لازار - صربيا المورافية

بعد سقوط نيكولا ألتومانوفيتش، برز الأمير لازار كأقوى أمير في أراضي الإمبراطورية الصربية السابقة. قاوم بعض النبلاء المحليين سلطته، لكنهم خضعوا له في النهاية. مثل نيكولا زوجيتش في جبل رودنيك، ونوفاك بيلوكركفيتش في وادي نهر توبليكا. كانت أراضي لازار الواسعة والغنية ملاذًا للرهبان المسيحيين الأرثوذكس الشرقيين الذين فروا من المناطق المهددة من قبل العثمانيين المسلمين. جلب هذا للازار شهرة كبيرة في جبل آثوس، مركز الرهبنة الأرثوذكسية. كانت الكنيسة الصربية (بطريركية بيتش الصربية) منذ عام 1350 في انشقاق عن بطريركية القسطنطينية المسكونية، وهي السلطة المركزية للمسيحية الأرثوذكسية الشرقية. شجع الراهب الصربي إيساييا من جبل آثوس، الذي تميز ككاتب ومترجم، لازار على العمل من أجل المصالحة بين البطريركيتين. وبجهود لازار وإيساييا، أُرسلت بعثة كنسية إلى البطريرك القسطنطيني للتفاوض حول المصالحة. نجحت المفاوضات، وفي عام 1375، عادت الكنيسة الصربية إلى الوحدة مع بطريركية القسطنطينية.
توفي سافا الرابع آخر بطريرك للكنيسة الصربية في فترة الانشقاق، في أبريل 1375. في أكتوبر من نفس العام، عقد الأمير لازار ودجوراد بالشيش مجمعًا كنسيًا للكنيسة الصربية في بطريركية بيتش. اختير البطريرك يفريم رئيسًا جديدًا للكنيسة. وكان مرشحًا للقسطنطينية أو اختيارًا توافقيًا بين مرشحي النبلاء الأقوياء. تنازل البطريرك يفريم عن منصبه عام 1379 لصالح البطريرك سبيريدون، وهو ما يفسره بعض المؤرخين بأنه نتيجة تأثير تيار داخل الكنيسة مرتبط بلازار. تمتع الأمير والبطريرك سبيريدون بتعاون ممتاز. وكانت الكنيسة ممتنة لللازار لدوره في إنهاء الانشقاق مع القسطنطينية. كما منح لازار الأراضي للأديرة وبنى الكنائس. يُعد دير رافانيكا، الذي اكتمل بناؤه عام 1381، أعظم إرث له كمنشئ للكنائس. قبل ذلك، بنى كنيسة القديس ستيفان في عاصمته كروشيفاتس، والتي ستُعرف لاحقًا باسم لازاريتسا. بعد عام 1379، بنى دير غورنياك في برانيتشيفو. كما كان أحد مؤسسي الأديرة الرومانية في تسمانا وفوديتسا. ومول بعض أعمال البناء في ديرين على جبل آثوس، وهما دير هيلاندار الصربي ودير القديس بنتليمون الروسي.

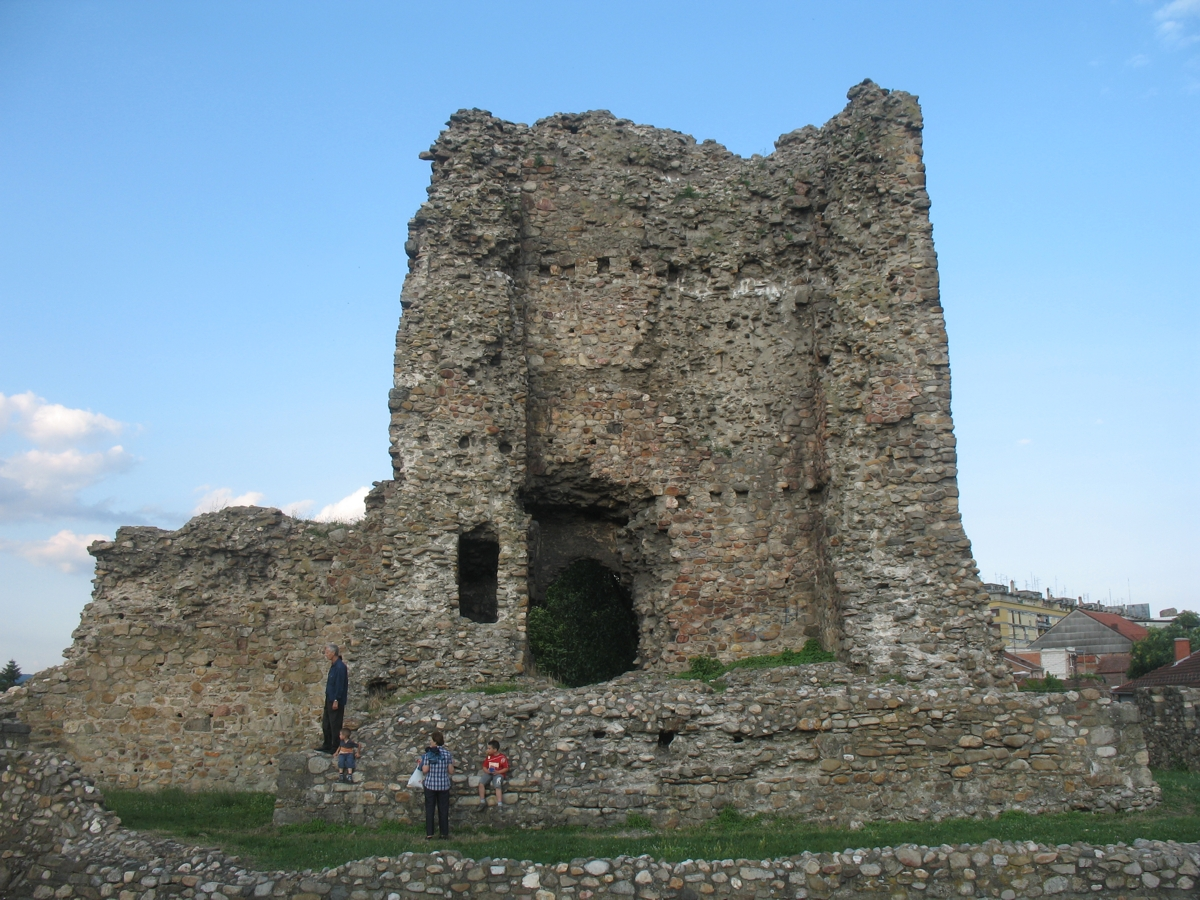
بقايا حصن قلعة لازار في كروسيفاتش، عاصمة ولاية لازار.

وسّع الأمير لازار أراضيه حتى نهر الدانوب في عام 1379، عندما استولى على كوتشيفو وبرانيشيفو، وطرد التابع المجري راديتش برانكوفيتش راستيسلاليتش من هذه المناطق. كان الملك لويس قد منح لازار في وقت سابق منطقة مايفا، أو على الأقل جزءًا منها، ربما عندما قَبَل لازار سيادة الملك. يشير هذا إلى أن لازار، الذي كان نفسه تابعًا للويس، قد تمرد، ومن المعروف أن لويس كان يُنظم حملة ضد صربيا عام 1378. ومع ذلك، ليس من الواضح ضد من كانت الحملة موجهة. من المحتمل أيضًا أن يكون الهدف منها راديتش برانكوفيتش راستيسلاليتش وأن هجوم لازار قد تم بموافقة لويس.
كانت دولة لازار، المعروفة في الأدب باسم صربيا المورافية، أكبر من أراضي بقية الأمراء في أراضي الإمبراطورية الصربية السابقة. كما أنها امتلكت حكومة وجيشًا أكثر تنظيمًا. شملت الدولة أحواض أنهار مورافا العظيم، ومورافا الغربية، ومورافا الجنوبية، ممتدةً من منبع مورافا الجنوبية شمالًا إلى نهري الدانوب وسافا. وكان حدها الشمالي الغربي يمتد على طول نهر درينا. إلى جانب العاصمة كروشيفاتس، ضمت الدولة مدنًا مهمة مثل نيش وأوزيتشى، بالإضافة إلى نوفو بردو ورودنيك، وهما أغنى مركزين للتعدين في صربيا في العصور الوسطى.
من بين جميع الأراضي الصربية، كانت دولة لازار هي الأبعد عن المراكز العثمانية، مما جعلها أقل عرضة لهجمات الغارات التركية. أدت هذه الظروف إلى جذب المهاجرين من المناطق المهددة بالأتراك، حيث أنشؤوا قرى ومستعمرات جديدة في المناطق غير المأهولة نسبيًا داخل صربيا المورافية. كما كان بين المهاجرين رجال دين، مما ساهم في إحياء المراكز الكنسية القديمة وإنشاء مراكز جديدة في دولة لازار. عزز الموقع الاستراتيجي لأحواض المورافا مكانة لازار وتأثيره السياسي في البلقان، نظرًا للتوقعات بهجمات تركية مستقبلية.

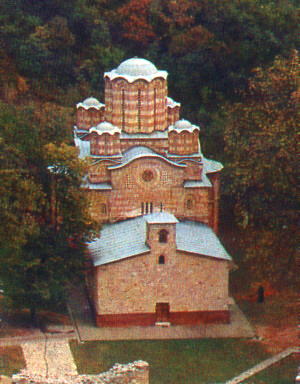
تأسست دير رافانيكا على يد لازار

في المواثيق الصادرة بين عامي 1379 و1388، أطلق الأمير على نفسه اسم ستيفان لازار. كان "ستيفان" اسمًا يحمله جميع حكام نيمانيتش، مما أدى إلى اعتباره لقبًا لحكام صربيا. وأضاف تفرتكو اسم "ستيفان" إلى اسمه عندما توّج ملكًا على الصرب والبوسنة.
من الناحية الغوية، أظهرت مواثيق لازار سمات اللهجة الشتوكافية من اللغة الصربية. وفي هذه المواثيق، أشار لازار إلى نفسه على أنه المستبد (بالصربية: samodržac) لكامل الأراضي الصربية، أو المُستبد لجميع الصُرب. كان المستبد، لقبًا للأباطرة البيزنطيين. تبنّى ملوك نيمانيتش هذا اللقب وطبقوه على أنفسهم بمعناها الحرفي للتأكيد على استقلالهم عن بيزنطة، التي كانوا يعترفون بسيادتها الاسمية. خلال فترة حكم الأمير لازار، شهدت الدولة الصربية فقدان بعض أراضيها، وتقسيم الأراضي المتبقية بين أمراء المناطق، وانتهاء سلالة نيمانيتش، وبدء الهجمات العثمانية. أثارت هذه الظروف مسألة استمرار الدولة الصربية. يمكن قراءة إجابة لازار على هذا السؤال من خلال الألقاب التي استخدمها في مواثيقه؛ فقد كان مثاله الأعلى هو إعادة توحيد الدولة الصربية تحت قيادته باعتباره الوريث المباشر لآل نيمانيتش.
حظي لازار بالدعم الكامل من الكنيسة الصربية لبرنامجه السياسي. ومع ذلك، كان هناك أمراء إقليميون أقوياء يحكمزن أراضيهم باستقلال عنه، مثل آل بالشي في زيتا، وفوك برانكوفيتش في كوسوفو، والملك ماركو، وقسطنطين دراغاس، ورادوسلاف هلابن في مقدونيا. بالإضافة إلى ذلك، أصبح هؤلاء الحكام الثلاثة في مقدونيا تابعين للعثمانيين بعد معركة ماريتسا. وهو المصير ذاته الذي لحق ببيزنطة وبلغاريا. وبحلول عام 1388، قَبَل دجوراد ستراسيميروفيتش بالشيتش، حاكم زيتا أيضًا بالسيادة العثمانية.
عبرت قوة عثمانية مغيرة، دون عوائق، أراضي التابعين العثمانيين واقتحمت صربيا المورافية في عام 1381. تصدى لها نبلاء لازار، كريب فوكوسلافيتش وفيتومير في معركة دوبروفينكا، بالقرب من بلدة باراتشين. وفي عام 1386، قاد السلطان العثماني مراد الأول بنفسه قوات أكبر بكثير واستولى على نيش. ليس من الواضح ما إذا كان اللقاء بين جيشي لازار ومراد في بلوتشنيك، الواقعة جنوب غرب نيش، قد حدث قبل أو بعد سقوط المدينة. لكن لازار نجح في صد السلطان مراد هناك. بعد وفاة الملك لويس الأول في عام 1382، اندلعت حرب أهلية في مملكة المجر. ويبدو أن لازار شارك في الحرب كأحد معارضي الأمير سيغيسموند. ربما أرسل لازار بعض القوات للقتال في منطقتي بلغراد وسيرميا. ومع تزايد التهديد العثماني وازدياد الدعم لسيغيسموند في المجر، عقد لازار معه صلحًا، حبث توّج سيغيسموند ملكًا للمجر في مارس 1387. على الأرجح، وثق السلام عام 1387 بزواج ابنة لازار ثيودورا من نيكولاس الثاني جاراي، وهو أحد النبلاء المجريين الأقوياء الذين دعموا سيغيسموند. في نفس العام تقريبًا، تزوجت يلينا ابنة لازار من دجوراد ستراسيميروفيتش بالشيتش. وفي العام السابق، تزوجت ابنته دراغانا من ألكسندر، ابن إيفان شيشمان، قيصر بلغاريا.

#### معركة قوصوه

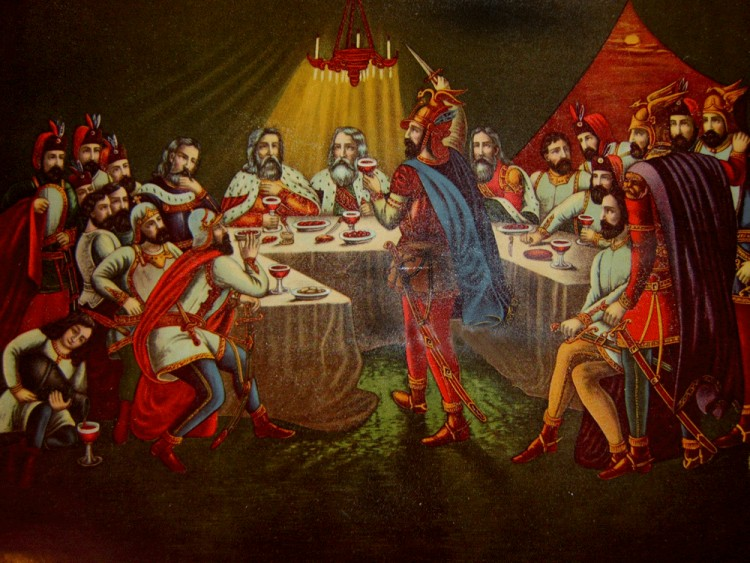
الليلة التي سبقت معركة قوصوه لـ آدم ستيفانوفيتش (1870)

سهل قوصوه، مع توزيع القوات الصربية والعثمانية قبل معركة قوصوه

منذ المواجهة في بلوتشنيك عام 1386، كان واضحًا للازار أن معركة حاسمة مع العثمانيون كانت وشيكة. بعد أن أبرم السلام مع سيغيسموند، لتجنب المشاكل على حدوده الشمالية، حصل الأمير على دعم عسكري من فوك برانكوفيتش والملك تفرتكو. كان ملك الصرب والبوسنة يتوقع أيضًا هجومًا عثمانيًا أكبر، خاصة بعد أن قضى جيشه بقيادة فلاتكو فوكوفيتش على فرقة عثمانية كبيرة في معركة بيلكة عام 1388.
تقدم جيش عثماني ضخم بقيادة السلطان مراد الأول، قُدّر عدده بين 27,000 إلى 30,000 جندي، عبر أراضي قسطنطين دراغاس ووصل في يونيو 1389 إلى سهل قوصوه بالقرب من بريشتينا، ضمن أراضي فوك برانكوفيتش. هناك واجههم الجيش بقيادة الأمير لازار، الذي قُدّر عدده بين 12,000 و30,000 جندي، وكان يتألف من قوات لازار الخاصة، وقوات فوك برانكوفيتش، وكتيبة بقيادة فلاتكو فوكوفيتش أرسلها الملك تفرتكو.
دارت معركة قوصوه، التي تُعد أشهر المعركة في تاريخ صربيا في العصور الوسطى، في 15 يونيو 1389. في قتال شرس وخسائر فادحة للطرفين، قُتل كل من الأمير لازار والسلطان مراد. قُتل لازار أثناء المعركة، بينما اغتيل السلطان مراد بعد انتهائها على يد نبيل صربي عُرف لاحقًا باسم ميلوش أوبيليتش، حيث تظاهر بأنه انشق إلى الجيش العثماني. وعندما أُحضر أمام مراد، أخرج خنجرًا مخبأً وقتله بطعنه قاتلة. قبل أن يُقتل على يد حراس السلطان الشخصيين.
المعلومات المتوفرة حول مجريات ونتائج معركة قوصوه غير مكتملة في المصادر التاريخية. لكن يمكن الاستنتاج بأن المعركة انتهت بتعادل تكتيكي. ومع ذلك، فإن الخسائر الفادحة أثّرت بشكل مدمر على الصرب، الذين حشدوا تقريبًا كل قوتهم القتالية في كوسوفو. رغم أن صربيا في عهد الأمير لازار كانت دولة مزدهرة اقتصاديًا ومنظمة عسكريًا، فإنها لم تكن قادرة على مجاراة الإمبراطورية العثمانية من حيث مساحة الأراضي أو عدد السكان أو القوة الاقتصادية.
أصبح ستيفان لازاريفيتش حاكمًا بعد وفاة والده لازار. لكنه كان لا يزال قاصرًا، مما جعل والدته ميليسا تتولى إدارة صربيا المورافية. بعد خمسة أشهر من المعركة، تعرضت ميليسا لهجوم من الشمال على يد قوات ملك المجر سيغيسموند. وعندما وصلت القوات العثمانية المتجهة نحو المجر إلى حدود صربيا المورافية في صيف عام 1390، قبلت ميليسا السيادة العثمانية، وأرسلت ابنتها الصغرى أوليفيرا لتنضم إلى حريم السلطان بايزيد الأول. أما فوك برانكوفيتش، فأصبح تابعًا للعثمانيين في عام 1392. وهكذا، أصبحت جميع الأراضي الصربية تقريبًا تحت السيادة العثمانية، باستثناء زاهوملي التي بقيت تحت حكم الملك تفرتكو.

## تقديسه

### تحت حكم الحكام الصُرب
بعد معركة قوصوه، دُفن الأمير لازار في كنيسة الصعود في بريشتينا، عاصمة أراضي فوك برانكوفيتش. وبعد عام أو عامين، أي في عام 1390 أو 1391، نُقلت رفات لازار إلى دير رافانيكا، الذي بناه الأمير وخصصه ليكون مكان دفنه. نُظمت عملية نقل الرفات من قبل الكنيسة الصربية وعائلة لازار.
حضر مراسم دفن الرفات في رافانيكا كبار رجال الدين في الكنيسة الصربية، بمن فيهم البطريرك دانييلو الثالث. ويُرجّح أن لازار قد قُدّس في ذلك الوقت والمكان، رغم عدم وجود سجل مكتوب عن مراسم تقديسه. أُدرج لازار ضمن الشهداء المسيحيين، وأصبح 15 يونيو عيدًا لإحياء ذكراه. بحسب كتابات البطريرك دانييلو ومؤلفين آخرين من تلك الحقبة، أُسر لازار وقُطع رأسه على يد العثمانيين. مما جعله يُشبَّه بشهداء المسيحية الأوائل الذين قُتلوا على يد الوثنيين.

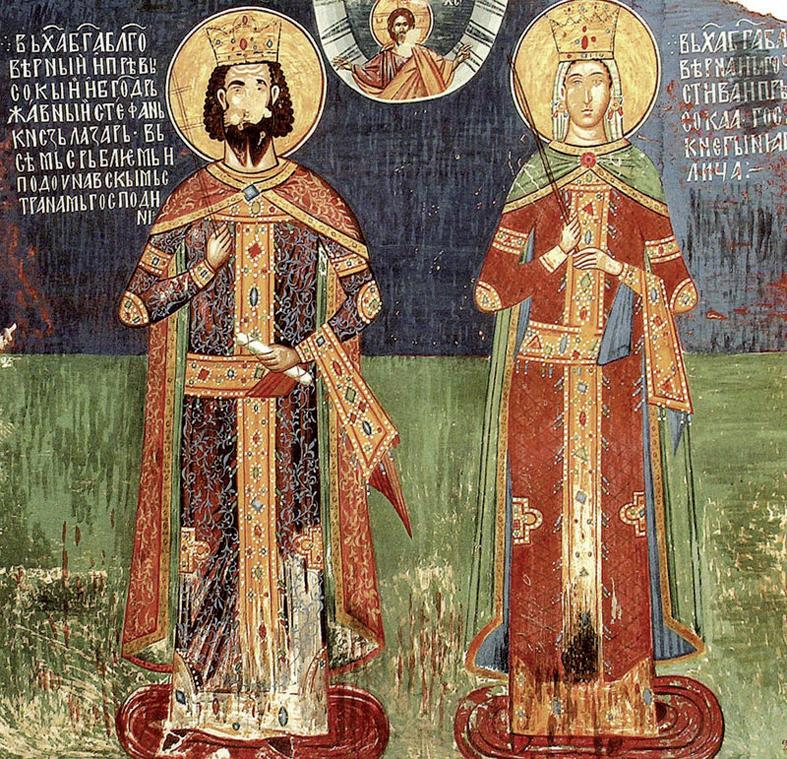
لوحة جدارية للأمير لازار وزوجته ميليسا في دير ليوبوستينيا (1405)، بالقرب من ترستينيك، صربيا

في الدولة الإقطاعية التي كانت تربطها علاقة وثيقة بين الدولة والكنيسة، كما هو الحال في صربيا المورافية، لم يكن التقديس مجرد إجراء كَنَسيّ، بل كان له أيضًا أهمية اجتماعية. بعد قرنين من حكم آل نيمانيتش، التي قُدّس معظم أفرادها، كان لازار أول شخص من العامة يُعترف به كقديس. خلال حياته، اكتسب مكانة مرموقة كونه أبرز حكام أراضي الإمبراطورية الصربية السابقة، ورأته الكنيسة الحاكم الوحيد المستحق والقادر على خلافة آل نيمانيتش وإعادة بناء دولتهم.
اعتُبرت وفاته نقطة تحول في التاريخ الصربي. ورغم أن تداعيات معركة قوصوه انعكست على صربيا بشكل مباشر، إلا أن معركة ماريتسا، التي وقعت قبلها بثمانية عشر عامًا، كانت أكثر أهمية على المدى البعيد، حيث فتح انتصار العثمانيين فيها المجال أمامهم لغزو البلقان.
يُحتفى بلازار كقديس وشهيد في عشرة نصوص دينية كُتبت في صربيا بين عامي 1389 و1420، ويُرجّح أن تسعة منها أقرب تاريخيًا إلى العام الأول من هذا النطاق. كانت هذه الكتابات الوسيلة الرئيسية لنشر تقديس القديس لازار، واستُخدم معظمها في الليتورجيا اثناء الاحتفال بعيده. يُعتبر "مديح الأمير لازار" الذي كتبته الراهبة جيفيميا أكثر هذه النصوص قيمة أدبية.
كانت جيفيميا، واسمها العلماني يلينا، قريبة من الأميرة ميليسا، وأرملة يوفان أوجليشا مرنيافشيفيتش. بعد وفاة زوجها، عاشت مع ميليسا ولازار. وخطّت مديحها للأمير بخيط مذهّب على الكفن الحريري الذي غطى رفاته. يُنسب إلى ستيفان لازاريفيتش كتابة النص المنقوش على العمود الرخامي الذي أُقيم في موقع معركة قوصوه، لكن العثمانيين دمروه، ولم يُحفظ النص إلا في مخطوطة من القرن السادس عشر.

كتب البطريرك دانييلو الثالث نص "رواية عن الأمير لازار" بالتزامن مع نقل رفات لازار. ويُعدّ هذا النص أكثر المصادر التاريخية تفصيلاً بين الكتابات العشر، رغم كونه مزيجًا من السيرة التقديسية، والتأبين، والخطبة الدينية. في هذه الكتابات، يُحتفى بلازار ليس فقط كشهيد، بل أيضًا كمحارب. ووفقًا للبطريرك فإن معركة كوسوفو انتهت عندما أُنهكت القوتان المتحاربتان، حيث تكبد كل من الصرب والعثمانيين خسائر فادحة. الجزء المركزي من "الرواية" يتضمن نسخة البطريرك من خطاب لازار للمحاربين الصرب قبل المعركة:

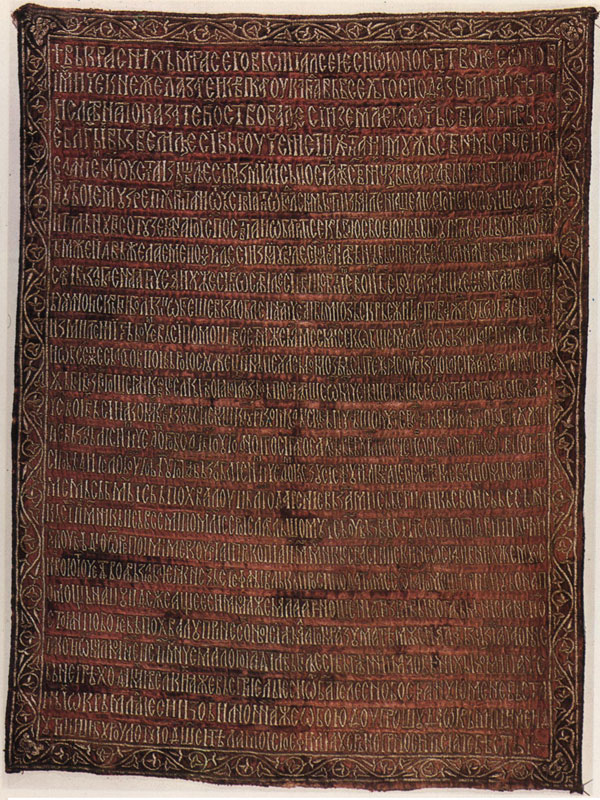
مديح الأمير لازار للراهبة جيفيميا مطرز بخيط مذهّب على الكفن الحريري الذي يغطي رفات لازار

بوفاة لازار، فقدت صربيا أقوى حكامها الإقليميين، الذي ربما كان يُنظر إليه على أنه الأمل الأخير ضد توسع العثمانيين. قد يكون هذا الفقد قد أدى إلى انتشار التشاؤم والشعور باليأس. فسّر مؤلفو الكتابات الطقسية موت لازار والآلاف من محاربيه في معركة قوصوه على أنه استشهاد في سبيل المسيحية ومن أجل صربيا. وُصف السلطان مراد وجيشه بأنهم وحوش متعطشة للدماء. كفرة ووثنيون، أما الأمير لازار، فقد بقي من خلال استشهاده حاضرًا أبديًا بين الصرب باعتباره الراعي الصالح. وانضمّ طقسه الديني إلى الطقوس العظيمة الأخرى في صربيا في العصور الوسطى، مثل طقس أول القديسين في سلالة نيمانيتش - القديس سمعان وابنه القديس سافا. ساهمت هذه الطقوس في توحيد الصرب ضمن كيان ديني وسياسي قوي. ومع ذلك، ظل لازار في ظلّ القديس سافا والقديس سمعان.
حصل ابن لازار وخليفته، ستيفان لازاريفيتش، على لقب ديسبوت من قبل الإمبراطور البيزنطي، وتوقف عن كونه تابعًا عثمانيًا عام 1402. على الأقل خلال فترة حكمه، من المحتمل أن الأمير المقدس لازار كان يُبجَّل في جميع أنحاء صربيا المورافية، وكذلك في ديرين في جبل آثوس، هما دير هيلاندار الصربي ودير القديس بندلايمون الروسي، حيث موَّل الأمير بعض أعمال البناء. خلال حكم الديسبوت ستيفان، لم يُعرف عن لازار سوى صورة واحدة رُسمت. وهي لوحة جدارية في دير ليوبوستينيا، الذي بنته الأميرة ميليسا حوالي عام 1405. في تلك اللوحة، صُوِّر لازار بسمات ملكية، بدلًا من سمات القداسة. لم تظهر صورته التالية حتى عام 1594، عندما رُسمت ضمن صور شخصيات عديدة أخرى في دير أوراهوفيكا في سلافونيا (التي كانت حينها تحت الحكم العثماني). بالنسبة لطقسه الديني، كانت الأدبيات الطقسية أكثر أهمية من الأيقونات.
توفي الديسبوت ستيفان لازاريفيتش فجأة في يوليو 1427. وخلفه الديسبوت دوراد، ابن فوك برانكوڤيتش وحفيد لازار. في بداية عهده أصدر دوراد ميثاقًا أشار فيه إلى لازار كقديس. ولكن عند إعادة إصدار الميثاق عام 1445، تجنّب استخدام صفة "القديس" عند الإشارة إلى لازار، واستبدلها بـ"المتوفى في القداسة" (светопочивши). يمكن ملاحظة هذا التجنب في الإشارة إلى الأمير كقديس في وثائق ونقوش أخرى من تلك الفترة، بما في ذلك الوثائق التي كتبتها ابنته يلينا.

### خلال الحكم العثماني
سقطت ديسبوتية الصرب بيد العثمانيين عام 1459. تراجعت مكانة تكريم الأمير القديس لازار إلى عبادة محلية تركزت في دير رافانيكا. واصل رهبانه الاحتفال بعيده السنوي. كان الأمير قد منح الدير 148 قرية وامتيازات مختلفة. لكن العثمانيين قلصوا ممتلكاته إلى قريتين تَضُمان 127 أسرة فقط، مع إعفاء الدير من بعض الضرائب. ذكر الرحالة الإيطالي مارك أنطونيو بيجافيتا، الذي زار رافانيكا عام 1568، أن الدير لم يُصب بأي ضرر على يد الأتراك، وكان الرهبان يمارسون شعائرهم بحرية، باستثناء أنهم لم يكونوا مسموحين بقرع الأجراس.

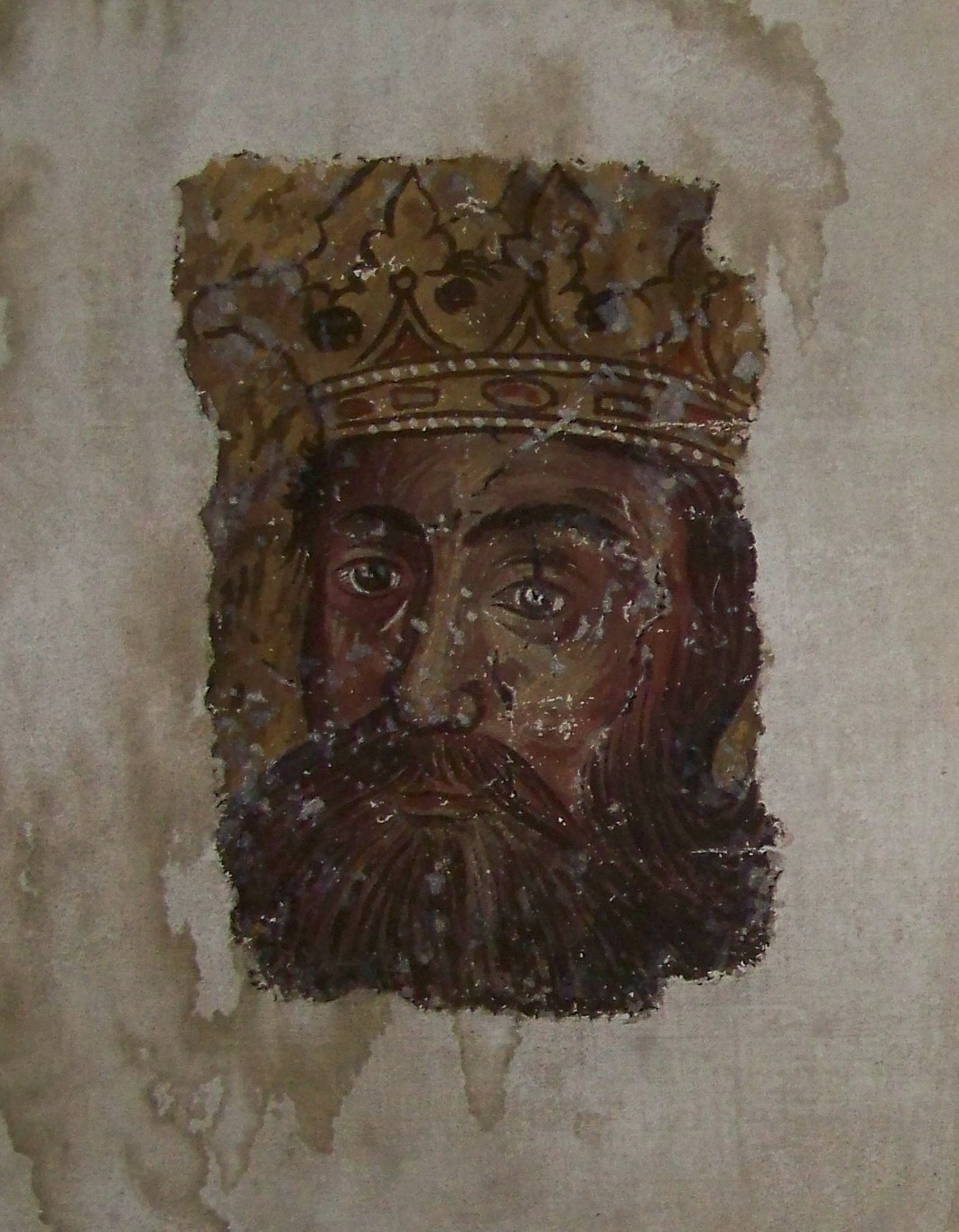
بقايا الفريسكا الصربية في العصور الوسطى

كان القديس لازار موضع تبجيل في بلاط إيفان الرهيب، القيصر الروسي الأول (1547–1584)، إذ كانت جدته لأمه تنتمي إلى عائلة جاكسيك النبيلة الصربية. يظهر لازار في إحدى الجداريات داخل كاتدرائية رئيس الملائكة، وهي مكان دفن الحكام الروس في كرملين موسكو. زُينت جدران الكاتدرائية عام 1565 بلوحات جدارية تُظهر جميع الحكام الروس الذي سبقوا إيفان الرهيب. وكان هناك أربعة شخصيات غير روسية فقط في هذه الجداريات: الإمبراطور البيزنطي ميخائيل الثامن باليولوج وثلاثة صرب هم: القديسون سمعان وسافا ولازار. كما يظهر لازار في السجل المزخرف لإيفان الرهيب المصور، حيث تحتوي تسع منمنمات على تصوير معركة قوصوه. وقد ورد ذكر لازار في هذا الكتاب الروسي لأول مرة بصفته قيصرًا. وفي نحو عام 1700، كتب الكونت جورجيوس برانكوفيتش سجلاته "التاريخ السلافي-الصربي"، حيث زعم أن لازار تُوّج قيصرًا. وهو ما أثر لاحقًا في التقاليد الشعبية الصربية، حيث يُعرف الأمير حتى اليوم باسم قيصر لازار. بعد وفاة إيفان الرهيب، ندر ذكر لازار في المصادر الروسية.
في موطن لازار الخاضع للحكم العثماني، اقتصر تكريمه على دير رافانيكا، لكن هذا التكريم تعزز خلال فترة ولاية البطريرك الصربي باييسيه يانيكوفيتش. ففي عام 1633 والأعوام التي تلت، رُسمت صور لازار في كنيسة دير بيتش البطريركي وثلاث كنائس صربية أخرى. كتب البطريرك باييسيه أن القيصر دوشان الصربي تبنى لازار وزوّجه قريبته، الأميرة ميليسا، مما جعله الوريث الشرعي لسلالة نيمانيتش. في عام 1667، رُسمت صورة للازار على أحد جدران دير هيلاندار. وقام نفس الفنان بصنع أيقونة تُظهر لازار برفقة جورجيوس كراتوفاتس، وهو صائغ ذهب تعرّض للتعذيب والقتل على يد الأتراك واعترف به شهيدًا. وفي عام 1675، ظهر الأمير لازار إلى جانب عدد من أفراد سلالة نيمانيتش في أيقونة كُلف بها الأخوان غافرو وفوكويه هومكوفيتش، وهما حرفيان صربيان من سراييفو. تميزت صور لازار خلال هذه الفترة بإبرازه كحاكم أكثر منه كقديس، باستثناء الأيقونة التي جمعته بجورجيوس كراتوفاتس

### بعد الهجرة الصربية الكبرى

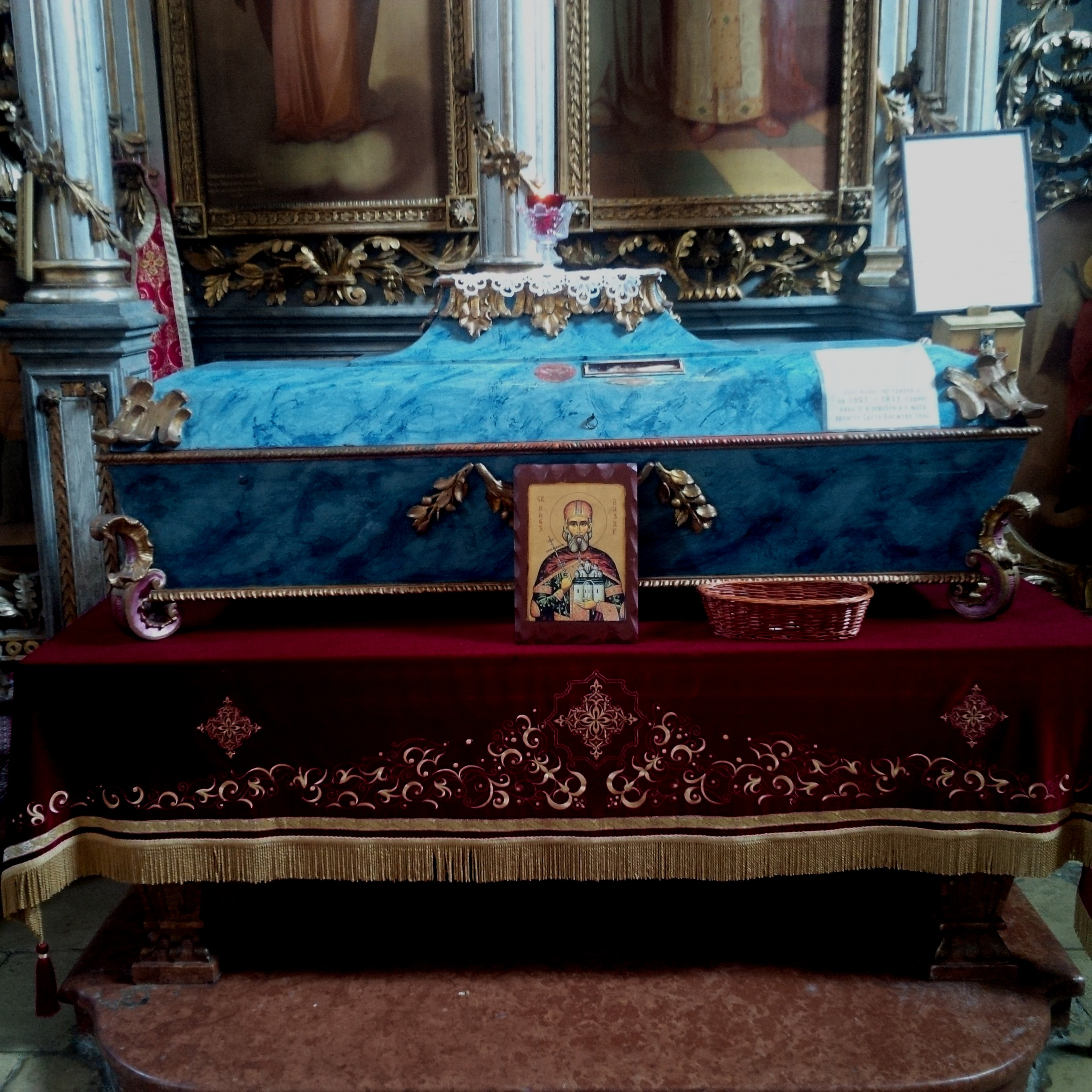
حافظة ذخائر لازار الصربي، دير فردنيك-رافانيكا في فردنيك

خلال الحرب التركية العظمى في العقود الأخيرة من القرن السابع عشر، استولت ملكية هابسبورغ على بعض الأراضي الصربية من الدولة العثمانية. وفي عام 1690، هاجرت نسبة كبيرة من السكان الصرب المقيمين في هذه الأراضي إلى ملكية هابسبورغ، وذلك مع انسحاب جيشها من صربيا أمام تقدم العثمانيين. قاد هذه الهجرة، المعروفة باسم الهجرة الصربية الكبرى، البطريرك الصربي أرسينييي الثالث تشرنوفيتش. انضم رهبان دير رافانيكا إلى هذه الهجرة نحو الشمال، حاملين معهم ذخائر القديس لازار والمقتنيات الثمينة للدير. استقروا في بلدة سانتاندري، حيث بنوا كنيسة خشبية ووضعوا الذخائر فيها. كما شيدوا منازلهم حول الكنيسة، وأطلقوا على مستوطنتهم الجديدة اسم رافانيكا. أصبح سانتاندري أيضًا مقرًا مؤقتًا للبطريرك أرسينييي الثالث.
أقام رهبان رافانيكا علاقات مع الأديرة الصربية داخل ملكية هابسبورغ، وكذلك مع الكنيسة الروسية الأرثوذكسية، التي قدمت لهم المساعدة. خلال إقامتهم في سانتاندري، وسّعوا مكتبتهم وخزينتهم بشكل كبير. وفي هذه الفترة بدأوا في استخدام الطباعة لنشر تبجيل الأمير القديس، حيث صنعوا نقشًا خشبيًا يصور لازار على هيئة كيفالوفور [الإنجليزية] ممسكًا برأسه المقطوع بيده. في عام 1697، غادر رهبان رافانيكا مستوطنتهم الخشبية في سانتاندري وانتقلوا إلى دير فردنيك-رافانيكا الذي كان في حالة سيئة على جبل فروسكا غورا في منطقة سيرميا. قاموا بترميمه ووضعوا ذخائر لازار في كنيسته، ليصبح هذا الدير مركزًا رئيسيًا لعبادة لازار. وبمرور الوقت، أصبح يُعرف باسم رافانيكا أكثر من فردنيك. وبحلول منتصف القرن الثامن عشر، شاع الاعتقاد بأن الأمير لازار نفسه هو من أسس هذا الدير. وبسبب كثرة الزوار الذين تجمعوا فيه خلال الأعياد، أصبحت كنيسته صغيرة جدًا لاستيعاب جميع المصلين.
وُقعت معاهدة باساروفجا، التي تنازلت بموجبها الإمبراطورية العثمانية عن صربيا شمال نهر مورافا الغربي لصالح ملكية هابسبورغ، في 21 يوليو 1718. في ذلك الوقت، لم يكن على قيد الحياة سوى واحد فقط من رهبان دير رافانيكا الأصليين الذين غادروا الدير قبل 28 عامًا، وكان يُدعى ستيفان. قبل وقت قصير من توقيع المعاهدة، عاد ستيفان إلى رافانيكا وقام بترميم الدير، الذي كان نصفه مدمرًا ومغطىً بالنباتات عند وصوله. بحلول عام 1733، كان هناك خمسة رهبان فقط في رافانيكا. في عام 1739، أُعيدت صربيا إلى الإمبراطورية العثمانية، لكن الدير لم يُهجر بالكامل هذه المرة.
بعد الهجرة الصربية الكبرى، قام أعلى رجال الدين في الكنيسة الصربية الأرثوذكسية بتعزيز تكريم الحكام الصرب المُقدسين. في عام 1741، وظف أرسينجي الرابع شاكابينتا، مطران كارلوفتشي، النحاتين خريستوفور شيفاروفيتش وتوما ميسمير لإنشاء ملصق بعنوان "القديس سافا مع القديسين الصرب من أسرة نيمانيا"، حيث تم تصوير الأمير لازار أيضًا. ولم يكن الغرض من الملصق دينيًا فحسب، بل كان يهدف أيضًا إلى تذكير الناس بالدولة الصربية المستقلة قبل الغزو العثماني، وكفاح الأمير لازار ضد العثمانيين. عُرض الملصق في بلاط هابسبورغ.
أنتج نفس النحاتين كتابًا بعنوان ستيماتوجرافيا (Stemmatographia)، نُشر في فيينا عام 1741. وتضمن جزء منه ألواحًا نحاسية تصور 29 حاكمًا وقديسًا، من بينهم اثنان من القديسين حاملي الرؤوس، وهما يوفان فلاديمير ولازار. لاقت ستيماتوجرافيا شعبية كبيرة بين الصرب، مما أثار فيهم المشاعر الوطنية. وغالبًا ما تم تصوير الأمير المقدس كقديس حامل للرأس في الأعمال اللاحقة، التي أُبدعت باستخدام تقنيات فنية متنوعة. ومن بين صور لازار، تبرز حالة استثنائية في لوحة نحاسية أنجزها زاهيريج أورفيلين عام 1773، حيث يظهر الأمير بمظهر استعراضي، دون سمات قديس باستثناء الهالة.
بقيت رفات لازار في دير فردنيك-رافانيكا حتى عام 1941. وقبيل الهجوم النازي على مملكة يوغوسلافيا، نُقلت الذخائر إلى دير بيسينوفو، الكائن أيضًا في جبل فروسكا جورا. أصبحت سيرميا جزءًا من دولة كرواتيا المستقلة العميلة للنازيين، والتي كانت تخضع لحكم الأوستاشي الفاشي، الذي شن حملات إبادة جماعية واسعة النطاق ضد الصرب. أفاد رئيس دير فردنيك، لونجين، الذي فر إلى بلغراد عام 1941، أن المقدسات الصربية في فروسكا جورا كانت مهددة بالتدمير الكامل. واقترح نقلها إلى بلغراد، وهو ما وافق عليه سينودس الكنيسة الصربية الأرثوذكسية.
في 14 أبريل 1942، وبعد أن منحت سلطات الاحتلال الألمانية الإذن، نُقل وعاء الذخائر الذي يحتوي على رفات لازار من بيسينوفو إلى كاتدرائية بلغراد، حيث وُضع بشكل احتفالي أمام الحاجز الأيقوني داخل الكنيسة. وفي عام 1954، قرر المجمع إعادة الذخائر إلى دير رافانيكا، وهو ما تحقق عام 1989، في الذكرى الـ 600 لـمعركة كوسوفو.

## ألقاب

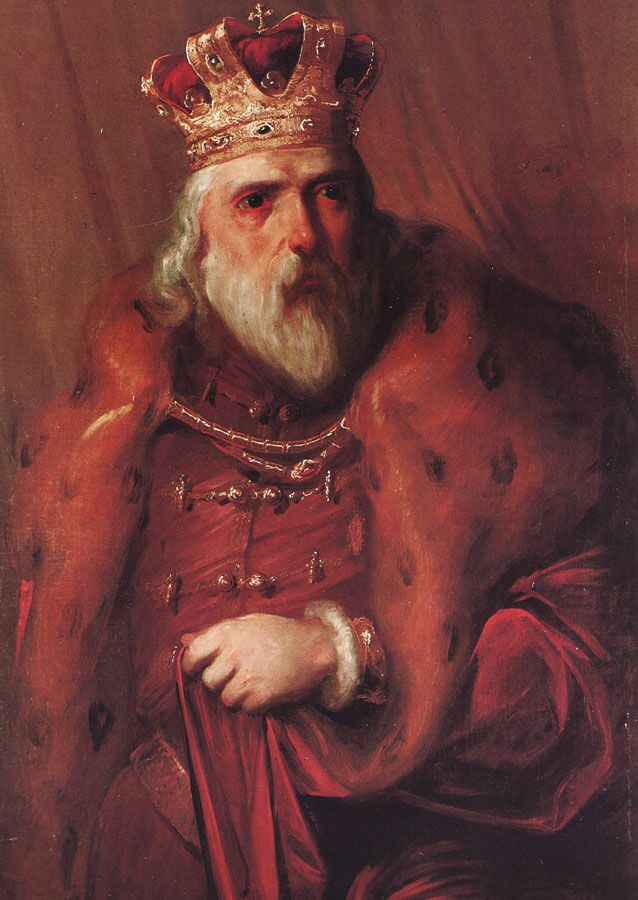
الدوق لازار، لوحة لـدورا جاكشيتش

من غير المؤكد منذ متى حمل لازار لقب نياز، وهو ما يُترجم عادةً إلى "أمير" أو "دوق". أقدم المصدر يشهد على لقبه الجديد هو وثيقة راغوزية مكتوبة باللاتينية، مؤرخة في 22 أبريل 1371، حيث يشار إليه باسم (Comes Lazar). استخدام أهل راغوزا مصطلح (comes) كترجمة لاتينية للقب السلافي نياز. تذكر الوثيقة نفسها إلى أن لازار كان يحكم رودنيك في ذلك الوقت. في صربيا في العصور الوسطى، لم يكن لقب نياز مصطلحًا محددًا بدقة، ولم يكن له مرتبة ثابتة في التسلسل الهرمي الإقطاعي. كان يتمتع بمكانة رفيعة في القرن الثاني عشر، لكنه تراجع إلى مرتبة أدنى في القرن الثالث عشر والنصف الأول من القرن الرابع عشر. خلال حكم القيصر أوروس، عندما ضعفت السلطة المركزية، استعاد اللقب مكانته الرفيعة. وكان يحمله أقوى أمراء المناطق، فويسلاف فوينوفيتش، حتى وفاته عام 1363.
بين عامي 1374 و1379، اعترفت الكنيسة الصربية بلازار بصفته "سيد الصُرب ومنطقة بُدونافليه". وفي عام 1381، ورد توقيعه باسم " نياز لازار، للصرب ومنطقة بُدونافليه". في نقش من ليوبوستينيا يعود إلى عام 1389، وُصف باسم "نياز لازار، سيد جميع الصرب وأقاليم بُدونافليه". في المجر، كان يُعرف باسم أمير مملكة راسيا.
في المواثيق الصادرة بين عامي 1379 و1388، كان لازار يوقع باسمه على أنه ستيفان لازار. كان اسم ستيفان يُحمله جميع حكام أسرة نيمانيتش، مما جعله يُعتبر لقبًا للحكام الصرب. أضاف تفرتكو اسم ستيفان إلى اسمه عندما تُوّج ملكًا على الصرب والبوسنة. في المواثيق، أشار لازار إلى نفسه على أنه المستبد (بالصربية: samodržac) "لجميع الأراضي الصربية"، أو مستبد كل الصرب. كان لقب المستبد، يُطلق على الأباطرة البيزنطيين. وقد تبناه ملوك نيمانيتش واستخدموه بمعناه الحرفي للتأكيد على استقلالهم عن الإمبراطورية البيزنطية، التي كانوا اعترفوا يعترفون اسميًا بسيادتها العليا.